# Markus Gangl
Markus Gangl (* 4. Mai 1972 in Stuttgart) ist ein deutscher Sozialwissenschaftler und Hochschullehrer.

## Leben
Gangl studierte Soziologie, Politikwissenschaften sowie Volkswirtschaftslehre an den Universitäten in  Stuttgart und Mannheim. Er schloss zunächst 1997 als Diplom-Sozialwissenschaftler in Mannheim ab. Anschließend war er als wissenschaftlicher Mitarbeiter am Wissenschaftszentrum Berlin für Sozialforschung und am Mannheimer Zentrum für Europäische Sozialforschung beschäftigt. Die Promotion zum Dr. rer. pol. erfolgte bei Walter Müller 2002 an der Universität Mannheim mit der Dissertation Unemploymentdynamics in the United States and West Germany. Die Dissertation wurde mit dem Gerhard-Fürst-Preis ausgezeichnet.
2004 folgte Gangl einem Ruf auf den Lehrstuhl für Methoden der empirischen Sozialforschung und angewandte Soziologie an die Universität Mannheim. Zum akademischen Jahr 2007/2008 wechselte er als Professor of Sociology an die University of Wisconsin–Madison. Im Jahr 2011 ging er zurück nach Deutschland, wo er die Professur für Soziologie mit Schwerpunkt Sozialstruktur und Sozialpolitik am Fachbereich Gesellschaftswissenschaften der Goethe-Universität Frankfurt besetzt. Zudem ist er weiter an der University of Wisconsin-Madison als Honorarprofessor am Department of Sociology tätig.
2012 wurde Gangl in die Nationale Akademie der Wissenschaften Leopoldina aufgenommen.

## Forschungsschwerpunkte
Gangl beschäftigt sich mit der theoretischen und empirischen Analyse von Erwerbs- und Lebensverläufen respektive von Einkommensungleichheit. Er ist unter anderem auch an der Entwicklung quantitativer Methoden in der Sozialforschung beteiligt.

## Publikationen (Auswahl)
- Unemployment dynamics in the United States and West Germany: economic restructuring, institutions and labor market processes. Physica-Verlag, Heidelberg 2003. ISBN 3-7908-1533-0
- mit Thomas A. DiPrete: Assessing bias in the estimation of causal effects: Rosenbaum bounds on matching estimates and instrumental variables with imperfect instruments. Sociological Methodology 34, 271 – 310 (2004)
- Scar effects of unemployment: An assessment of institutional complementarities. American Sociological Review 71/6, 986 – 1013 (2006)
- Causal inference in sociological research. Annual Review of Sociology 36, 21 – 47 (2010)